# Euryglossa jucunda
Euryglossa jucunda är en biart som beskrevs av Smith 1879. Euryglossa jucunda ingår i släktet Euryglossa och familjen korttungebin. Inga underarter finns listade i Catalogue of Life.

## Bildgalleri

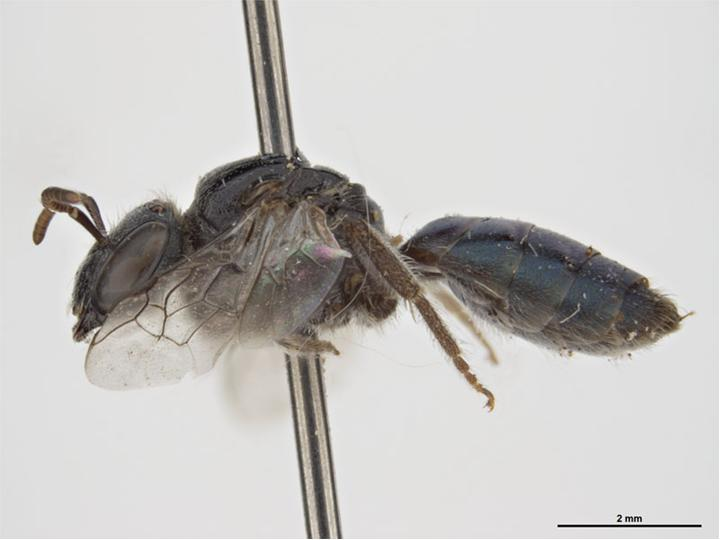